# Le Patient A
Le patient A est la deuxième histoire de la série de bande dessinée franco-belge Champignac, créée par BéKa (scénario) et David Etien (dessin). Elle est publiée pour la première fois dans le journal Spirou, puis parait sous forme d'album en 2021 aux éditions Dupuis.
Champignac est une série dérivée de Spirou et Fantasio consacrée à l'un de ses personnages récurrents, le Comte de Champignac.

## Résumé
Pendant la Seconde Guerre mondiale, le comte Pacôme de Champignac reçoit un message codé : il s'agit d'un appel à l'aide de ses amis Schwarz et Bruynseelke. Il décide d'aller les secourir avec miss MacKenzie, en parcourant l'Europe plongée dans les ravages de la guerre,,...

## Personnages
- Pacôme de Champignac : savant belge appelé à l'aide pour secourir deux anciens camarades scientifiques : Schwarz et Bruynseelke ;
- Miss Blair MacKenzie : jeune femme écossaise, recrutée pour travailler à Bletchley Park. Amour de Pacôme, elle parle couramment allemand ;
- Le Professeur Black : ami de Pacôme, Schwarz et Bruynseelke. Directeur de Bletchley Park ;
- Schwarz : ami de Pacôme, Black et Bruynseelke. Scientifique forcé de participer au programme de recherche des nazis ;
- Bruynseelke : ami de Pacôme, Black et Schwarz. Scientifique forcé de participer au programme de recherche des nazis. Il est couramment surnommé "Le Biologiste" ;
- Wernher von Braun : savant au service du Troisième Reich ;
- Adolf Hitler : chancelier du Troisième Reich.

## Publication

### Revues
- Journal Spirou : du no 4312/4313 du 2 décembre 2020[5] au no 4319 du 20 janvier 2021[6].

### Albums
- Édition originale : 46 planches, Dupuis, collection Grand Public, 5 février 2021 (DL 02/2021)  (ISBN 979-10-34749-24-9)